# 4848 Тутанкамон
4848 Тутанкамон (енгл. 4848 Tutenchamun) је астероид главног астероидног појаса чија средња удаљеност од Сунца износи 3,143 астрономских јединица (АЈ).
Апсолутна магнитуда астероида је 11,6.